# عزیزآباد بالا (نرماشیر)
عزیزآباد بالا، روستایی در دهستان عزیزآباد بخش مرکزی شهرستان نرماشیر در استان کرمان ایران است.

## جمعیت
بر پایه سرشماری عمومی نفوس و مسکن در سال ۱۳۹۵، جمعیت این روستا برابر با ۱۹۶ نفر (۶۷ خانوار) بوده‌است.